# Vital' Hajdučyk
Vital' Viktaravič Hajdučyk (in bielorusso Віталь Віктаравіч Гайдучык?, angl. Vital Hayduchyk; Brėst, 12 luglio 1989) è un ex calciatore bielorusso, di ruolo difensore.

## Caratteristiche tecniche
È un difensore centrale

## Palmarès

### Club

#### Competizioni nazionali
- Campionato bielorusso: 5

BATĖ Borisov: 2013, 2014, 2015,  2016, 2016, 2017
- Supercoppa di Bielorussia: 4

BATĖ Borisov: 2013, 2014, 2015, 2016
- Coppa di Bielorussia: 1

BATĖ Borisov: 2014-2015
- Campionato lituano: 1

Sūduva: 2018
- Supercoppa di Lituania: 2

Sūduva: 2018, 2019